# (13229) Эхион
(13229) Эхион (др.-греч. Ἐχίων) — типичный троянский астероид Юпитера, движущийся в точке Лагранжа L4, в 60° впереди планеты. Астероид был открыт 2 ноября 1997 года чешскими астрономами Я. Тиха и М. Тихи в обсерватории Клеть. Своё название он получил в честь одного из участников Троянской войны, Эхиона, который был в числе ахейцев, проникших в Трою в чреве деревянного коня, однако погиб, спрыгнув оттуда на землю.

Орбита астероида Эхион и его положение в Солнечной системе